# Кірєєв Семен Якович
Кірєєв Семен Якович (1916, Червово — 17 липня 1944, Піткяранта) — учасник Другої світової війни, Герой Радянського Союзу. Командир взводу 1061-го стрілецького полку 272-ї стрілецької дивізії 7-ї армії Карельського фронту, лейтенант.

## Біографія
Народився 1916 року в селі Червово Барнаульського повіту (нині Китманівського району Алтайського краю) у сім'ї селянина. Закінчив 7 класів, курси бухгалтерів. Працював учителем, бухгалтером у Чистовському зернорадгоспі Булаївського району Північно-Казахстанської області.
У червні 1941 року призваний до Червоної Армії Булаївським райвійськкоматом Північно-Казахстанської області Казахської РСР. В 1942 закінчив прискорені курси молодших лейтенантів 7-ї армії. У боях Другої світової війни з 1942 року.
Командир взводу 1061-го стрілецького полку (272-а стрілецька дивізія, 7-а армія, Карельський фронт) лейтенант Семен Кірєєв особливо відзначився під час Свірсько-Петрозаводської наступальної операції радянських військ.
21 червня 1944 року стрілецький взвод С. Кірєєва серед перших форсував річку Свір північніше міста Лодейне Поле Ленінградської області. Його взвод, першим із батальйону захоплення 1061-го стрілецького полку, досягнувши протилежного берега, зайнятого супротивником, з ходу стрімко увірвався у ворожу траншею і зав'язав рукопашний бій. Наслідуючи приклад командира, бійці вогнем автоматів та гранатами очистили траншею від ворога, придушили вогневі крапки та розсіяли групу солдатів супротивника. Після цього взвод обкопався, забезпечивши плацдарм усьому батальйону та полицю для подальшого форсування річки. Взвод Кірєєва виявляв стійкість та відвагу у боях за розширення плацдарму, у прориві ворожих укріплень.
Указом Президії Верховної Ради СРСР від 21 липня 1944 присвоєно звання Героя Радянського Союзу.
У бою на захід від Піткяранта був тяжко поранений, і помер 17 липня 1944 року. Похований у братській могилі місті Пікяранта. Прах С. Я. Кірєєва перепохований у братське поховання в парку на проспекті Урицького міста Лодейне Поле. У Китмановому на меморіалі війни встановлено погруддя Кірєєва Семена Яковича.
Нагороджений орденом Леніна.